# Gerhard Dornberger
Gerhard Dornberger (* 18. Juni 1926 in Leipzig; † 2014) war ein deutscher Jurist und zu DDR-Zeiten ordentlicher Professor für Wirtschaftsrecht der DDR an der Universität Halle und der Humboldt-Universität zu Berlin, zuletzt dort neben Wirtschaftsrecht auch Handels- und Gesellschaftsrecht. Nach der Wiedervereinigung wurde er Rechtsanwalt mit eigener Kanzlei in Berlin.

## Leben
Er wurde als Sohn des Maschinenschlossers Arthur Dornberger und der Kontoristin Martha, geborene Kunz, während der Weimarer Republik in der Messestadt Leipzig geboren.
Im April 1948 gründete er selbst eine Familie. Aus der Ehe mit Elfriede Dornberger, geborene Biermann, ging Anfang 1949 der Sohn Dieter Dornberger hervor.

### Bildungsweg
Nach dem Besuch der Volksschule in den Jahren 1932 bis 1940 in Leipzig erlernte er den Beruf eines Speditionskaufmanns. Von 1943 bis Kriegsende war er Angehöriger der Wehrmacht, zuletzt mit dem Dienstgrad Gefreiter. Er wurde aus britischer Kriegsgefangenschaft am 6. September 1945 entlassen. Im Frühjahr 1946 unterzog er sich erfolgreich einer Sonderreifeprüfung und konnte ab dem Herbstsemester desselben Jahres an der Universität Leipzig mit dem Jurastudium beginnen. Nach vier Semestern wechselte er von der Rechtswissenschaft zur Politischen Ökonomie. An der Gesellschaftswissenschaftlichen Fakultät der Universität Leipzig legte er 1949 das Staatsexamen ab und wurde Assistent an der Juristischen Fakultät. Dort führte er vor allem Seminare zur Politischen Ökonomie durch.

### Dozent und Professor
Dornberger besuchte einen Sonderlehrgang an der damaligen Deutschen Verwaltungsakademie in Forst Zinna und wurde 1951 „mit der Wahrnehmung einer Dozentur“ für das Fach Zivilrecht an die Juristische Fakultät der Universität Leipzig „beauftragt“. Im Januar 1953 wurde er von der Leipziger Universität zur Universität Halle umberufen. Er bekam die Personalstelle, die zuvor der „beauftragte Dozent“ für Zivilrecht Reiner Arlt (1928–1997) innehatte. Er hielt besonders Kontakt zum Leipziger Professor für Allgemeine Rechtslehre und Zivilrecht an der Juristenfakultät der Universität Leipzig Heinz Such (1910–1976) und verstand sich als dessen „Schüler“ beim Aufbau des sozialistischen Wirtschaftsrechts der DDR als einen selbständigen Rechtszweig. Zum Dozenten wurde er erst nach Verteidigung seiner Doktorarbeit am 4. November 1953 über die „Entwicklung und Wesen und Wesen des Volkseigentums“ ernannt. Der Erstreferent war der Universitätsprofessor Heinz Such und der Zweitreferent Hans Hartwig (1894–1960) – am 1. September 1950 aus seiner Position vom halleschen Stadtrechtsrat sowie Lehrbeauftragten für Bürgerliches und Handelsrecht an der Juristischen Fakultät dorthin in Vollzeit gewechselt und ab 1951 Direktor des Instituts für Zivilrecht an der Universität Halle.
Seine Habilitationsschrift verfasste er zum Thema „Zu den Grundlagen und Wesensmerkmalen des zivilrechtlichen Vertrages im sozialistischen Recht“ und verteidigte diese am 28. Mai 1964 an der Juristischen Fakultät der Martin-Luther-Universität Halle-Wittenberg. Gutachter der Habilitationsschrift waren der damaligen Dekan der Juristenfakultät der Universität Halle, Willi Büchner-Uhder, der damalige Hallenser Staats- sowie Rechtstheoretiker Rolf Schüsseler wie auch der Vorsitzende des Staatlichen Vertragsgerichts, Osmar Spitzner, Professor an der Humboldt-Universität zu Berlin sowie Heinz Püschel, Dozent für das Fachgebiet Urheberrecht an der Humboldt-Universität.
Zum (kommissarischen) Direktor des Instituts für Zivilrecht an der Universität Halle wurde Dornberger im Dezember 1958 ernannt. Professor mit Lehrauftrag für das Fach Zivilrecht wurde er im Jahre 1965.
Unter dem Dekan und Universitätsprofessor John Lekschas (1925–1999) wurde er Prodekan der Juristischen Fakultät der Universität Halle und später auch unter dem Dekan Willi Büchner-Uhder (1928–2003). Dornberger wurde bald darauf zum Professor mit Lehrauftrag für Wirtschaftsrecht der DDR berufen. Danach wechselte er in gleicher Position nach Berlin an die Humboldt-Universität.

### Neuprofilierung
Er blieb Universitätsprofessor bis zur Erneuerung der Humboldt-Universität zu Berlin nach der Deutschen Wiedervereinigung 1990. Nach Beendigung seiner akademischen Laufbahn wurde Dornberger als Rechtsanwalt zugelassen und betrieb zusammen mit Ute Dornberger (* 1941) eine eigene Anwaltskanzlei zunächst in Berlin-Mitte und später in Charlottenburg.

## Veröffentlichungen (Auswahl)
- Zur Frage des gutgläubigen Erwerbs, insbesondere bei Volkseigentum. In: Neue Justiz, 1953, S. 223–238.
- Professor Dr. Hans Hartwig zum Gedenken. In: Wissenschaftliche Zeitschrift / Martin-Luther-Universität, Halle-Wittenberg; Gesellschafts- und sprachwissenschaftliche Reihe, ISSN 0438-4385
- Das Zivilrecht der Deutschen Demokratischen Republik, DNB 140062351
- Die Aufgaben der Abt Wirtschaftsrecht [im Institut für Zivilrecht]. In Staat und Recht 2/1959, S. 270 ff.
- Zu den gesellschaftlichen Grundlagen und Aufgaben des einheitlichen Zivilrechts der DDR. Mitverfasser: Herbert Fiedler, Hans-Joachim Schubert, Friedrich-Karl Winkler, in: Staat und Recht, 1/1963, S. 137 ff.
- Konferenz über Ausbildung und Einsatz der Juristen in der volkseigenen Wirtschaft. In: Neue Justiz, 12 / 1964 S. 368 ff.
- Zivilrecht der DDR (Lehrhefte für das Fernstudium) Heft 9: Besondere Schuldverhältnisse (Teil 3). Mitautoren: Hans Posch, Berlin 1967, DNB 575421835
- Zusammen mit dem Institut für Zivilrecht (Halle (Saale)): Handelsrechtliche Gesetze und Haftpflichtbestimmungen. Textausgabe mit Anmerkungen und Sachregister, DNB 456903372
- Aktiengesetz; GmbH-Gesetz. Mit allen Maßgaben und Regelungen aus dem Einigungsvertrag [Zusammengestellt und bearbeitet von Gerhard Dornberger], Freiburg (Breisgau), Berlin 1991, ISBN 3-448-02306-X
- Zusammen mit Ute Dornberger: Offene Vermögensfragen und Investitionen, Freiburg (Breisgau), Berlin 1991, ISBN 3-329-00913-6
- Offene Vermögensfragen nach dem 2. Vermögensrechtsänderungsgesetz. Berlin/München 1992, ISBN 978-3-349-01014-5